# George Fuller (Politiker, 1802)
George Fuller (* 7. November 1802 in Norwich, Connecticut; † 24. November 1888 in Scranton, Pennsylvania) war ein US-amerikanischer Politiker. In den Jahren 1844 und 1845 vertrat er den Bundesstaat Pennsylvania im US-Repräsentantenhaus.

## Werdegang
George Fuller besuchte die öffentlichen Schulen seiner Heimat. Später zog er nach Montrose in Pennsylvania, wo er im Handel arbeitete. Gleichzeitig schlug er als Mitglied der Demokratischen Partei eine politische Laufbahn ein. Nach dem Tod des Abgeordneten Almon Heath Read wurde Fuller bei der fälligen Nachwahl als dessen Nachfolger in das US-Repräsentantenhaus in Washington, D.C. gewählt, wo er am 2. Dezember 1844 sein neues Mandat antrat. Bis zum 3. März 1845 konnte er die laufende Legislaturperiode im Kongress beenden. Damals wurde heftig über eine mögliche Annexion der seit 1836 von Mexiko unabhängigen Republik Texas diskutiert. Diese Debatte führte dann zum Mexikanisch-Amerikanischen Krieg.
Nach dem Ende seiner Zeit im US-Repräsentantenhaus betätigte sich George Fuller in der Zeitungsbranche. In Montrose gab er drei Zeitungen heraus. Außerdem wurde er Kämmerer im Susquehanna County. Politisch wechselte er für seine letzten 25 Lebensjahre zur Republikanischen Partei. Er starb am 24. November 1888 in Scranton.